# Veronica Di Angelo
 (mai 2008).
Si vous disposez d'ouvrages ou d'articles de référence ou si vous connaissez des sites web de qualité traitant du thème abordé ici, merci de compléter l'article en donnant les références utiles à sa vérifiabilité et en les liant à la section « Notes et références ».
Veronica Angelo est un personnage de fiction du feuilleton télévisé Grand Galop. Il est interprété par l'actrice Heli Simpson dans les saisons 1 et 2, puis par Marny Kennedy dans la saison 3.

## Le personnage
Veronica est une fille ambitieuse et fière qui prend un malin plaisir à se faire détester par tout le monde. Contrairement aux apparences, elle a déjà prouvé qu'elle était fragile et qu'elle pouvait se montrer attentionnée. Comme elle le dit, elle est persuadée qu'elle doit « tenir son rang ». Veronica est une fille de milliardaire. Elle adore qu'on admire ses tenues d'équitation mais elle a horreur de prendre soin des chevaux et de nettoyer le harnachement elle-même. Sa négligence a coûté la vie de son premier cheval, Cobalt, car elle n'avait pas pris le temps de l'entraîner. Son père lui en a racheté un autre peu de temps après : Garnet, qu'elle ne tarde pas à négliger. Elle peut être réellement gentille envers Carole ou Lisa. Sa meilleure amie est Kristi (saisons 1 et 2), qui n'hésite pas à prendre sa défense, même (ou plutôt surtout) quand elle est en tort, voire dans l'illégalité. Cette attitude (celle de Kristi) est à l'opposé de celle de son autre meilleure amie, Daisy (saison 3).